# Olive Glass
Olive Glass (Logan, Utah; 18 de febrero de 1990) es una actriz pornográfica y modelo erótica estadounidense.

## Biografía
Nació y se crio en la localidad de Logan (Utah), en el seno de una familia mormona. Acudió a cinco escuelas distintas durante su infancia y adolescencia, declarando en entrevistas que nunca encontró su sitio. Comenzó una carrera en el modelaje, especialmente en la temática de glamour y bondage, trabajando entre Los Ángeles y Nueva York, donde regentó una galería de arte dedicada al vidrio.
Aunque debutó en 2013, a los 23 años, no fue hasta 2016 cuando se dedicó a tiempo completo al trabajo de actriz, habiendo compaginado dicha actividad con la del modelaje, también trabajando como chica pin-up, así como la pintura y la fotografía.
Como actriz, ha grabado para productoras como Brazzers, Penthouse, Kick Ass, Wicked Pictures, Girlfriends Films, Digital Playground, Kink.com, Naughty America, Jules Jordan Video, New Sensations, Lesbian X o Sweetheart Video, entre otras.
En junio de 2017 fue elegida Pet of the Month de la revista Penthouse.
En 2018 recibió sus primeras nominaciones en el circuito de la industria pornográfica. En los Premios AVN fue nominada a Mejor escena de sexo lésbico, junto a Abigail Mac, por Spoiled, y a la Mejor escena de sexo en realidad virtual por Olive Glass Makes Verronica Cum Hard. Por Spoiled también recibió una nominación en los Premios XBIZ a la Mejor escena de sexo en película de parejas o temática.
Ha aparecido en más de 300 películas como actriz.
Algunas películas suyas son Axel Braun's Busted!, Bush League 10, Couples Vacation, Fantasy Roleplay 3, Girls Love Natural Breasts 2, Lesbian Anal 2, Raw 31, Set Up, Sex Therapist o Women Seeking Women 145.

## Premios y nominaciones
| Año  | Ceremonia                   | Resultado | Premio                                                 | Trabajo                              |
| ---- | --------------------------- | --------- | ------------------------------------------------------ | ------------------------------------ |
| 2018 | Premios AVN                 | Nominada  | Mejor escena de sexo lésbico                           | Spoiled                              |
| 2018 | Premios AVN                 | Nominada  | Mejor escena de sexo en realidad virtual               | Olive Glass Makes Verronica Cum Hard |
| 2018 | Spank Bank Awards           | Nominada  | Bondage Artiste of the Year                            | —                                    |
| 2018 | Spank Bank Awards           | Nominada  | Masturbator of the Year                                | —                                    |
| 2018 | Spank Bank Awards           | Nominada  | Most Photogenic Nymphomaniac                           | —                                    |
| 2018 | Spank Bank Awards           | Nominada  | Tortured Fuck Doll of the Year                         | —                                    |
| 2018 | Spank Bank Technical Awards | Ganadora  | Most Likely To Have Sex in a Snowstorm                 | —                                    |
| 2018 | Premios XBIZ                | Nominada  | Mejor escena de sexo en película de parejas o temática | Spoiled                              |
| 2019 | Premios AVN                 | Nominada  | Mejor escena de sexo lésbico                           | Interracial Girlfriends 3            |
| 2019 | Premios AVN                 | Nominada  | Mejor escena de sexo en realidad virtual               | Offering an Olive Branch             |
| 2019 | Premios AVN                 | Nominada  | Premio fan: Mejores pechos                             | —                                    |
| 2019 | Spank Bank Awards           | Nominada  | Lesbian Thesbian of the Year                           | —                                    |
| 2019 | Spank Bank Awards           | Nominada  | Life Sized Human Hand Puppet                           | —                                    |
| 2019 | Spank Bank Awards           | Nominada  | Most Photogenic Nymphomaniac                           | —                                    |
| 2019 | Spank Bank Awards           | Nominada  | VR Star of the Year                                    | —                                    |
| 2019 | Spank Bank Technical Awards | Ganadora  | Most Likely To Pilot A Plane Than Drive A Car          | —                                    |
| 2019 | Spank Bank Technical Awards | Ganadora  | Sultry Conqueror of Fears                              | —                                    |
| 2022 | Premios AVN                 | Nominada  | Mejor escena de sexo lésbico en grupo                  | 2 for 1 Special                      |
| 2022 | Premios XBIZ                | Nominada  | Artista lésbica del año                                | —                                    |
| 2023 | Premios XBIZ                | Ganadora  | Mejor escena de sexo en película lésbica               | Love Behind Bars                     |
| 2025 | Premios AVN                 | Nominada  | Mejor escena de sexo lésbico en grupo                  | Ms. Behave                           |
| 2025 | Premios XMA                 | Nominada  | Artista lésbica del año                                | —                                    |